# ヨゼフ・ミューラー＝ブロックマン
ヨゼフ・ミューラー=ブロックマン（Josef Müller-Brockmann, 1914年5月9日 - 1996年8月30日）はスイスのグラフィックデザイナー、タイポグラファー、教師。

## 生涯
建築、デザイン、美術史をチューリッヒ大学とチューリッヒ芸術大学の両方で学ぶ。1936年にグラフィックデザイン、展示デザインと写真に特化したスタジオをチューリッヒに開いた。1951年よりチューリッヒのトーンハレで開催されるコンサートのポスターデザインを手掛ける。
1958年にはR.P.ロース、C.ヴェルディ、H.ノイブルクらと共にノイエ・グラフィック誌（Neue Grafik）の創刊者兼編集者となった。1966年にIBMのヨーロッパのデザイン・コンサルタントに選任された。
1961年の出版物「The Graphic Artist and his Design Problems」と、1971年の「History of the Poster」及び「A History of Visual Communication」、1981年の「Grid Systems in Graphic Design: A Visual Communication Manual（和訳版：グリッドシステム　グラフィックデザインのために）」の著者でもある。
作品はしばしば、スイス・スタイルの典型例として引用される。

## 著作
- The Graphic Artist and his Design Problems（Hastings House, ISBN 978-0803827240）
- History of the Poster（Phaidon Inc Ltd, ISBN 978-0714844039）
- A History of Visual Communication（Niggli, ISBN 978-3721201888）
- Grid Systems in Graphic Design: A Visual Communication Manual（Niggli, ISBN 978-3721201451）
- グリッドシステム　グラフィックデザインのために（ボーンデジタル, 2019年, ISBN 978-4-862464484）